# John Johnson (Politiker)
John Johnson (* 1805 bei Dungannon, County Tyrone, Vereinigtes Königreich; † 5. Februar 1867 in Coshocton, Ohio) war ein irisch-amerikanischer Politiker. Zwischen 1851 und 1853 vertrat er den Bundesstaat Ohio im US-Repräsentantenhaus.

## Werdegang
Im Jahr 1818 kam John Johnson mit seiner Mutter aus seiner nordirischen Heimat nach Coshocton in Ohio. Er erhielt nur eine eingeschränkte Schulausbildung und absolvierte eine Lehre im Gerberhandwerk. Später arbeitete er im Handel und im Bankgewerbe. Gleichzeitig schlug er als Mitglied der Demokratischen Partei eine politische Laufbahn ein. In den Jahren 1843 und 1844 gehörte er dem Senat von Ohio an; von 1849 bis 1850 war er Delegierter auf einem Verfassungskonvent seines Staates.
Bei den Kongresswahlen des Jahres 1850 wurde Johnson als unabhängiger Demokrat im 16. Wahlbezirk von Ohio in das US-Repräsentantenhaus in Washington, D.C. gewählt, wo er am 4. März 1851 die Nachfolge von Moses Hoagland antrat. Da er im Jahr 1852 auf eine weitere Kandidatur verzichtete, konnte er bis zum 3. März 1853 nur eine Legislaturperiode im Kongress absolvieren. Diese war von den Ereignissen im Vorfeld des Bürgerkrieges geprägt.
Nach dem Ende seiner Zeit im US-Repräsentantenhaus zog sich John Johnson aus der Politik zurück. Für einige Jahre blieb er in Washington, ehe er nach Coshocton zurückkehrte. Dort betätigte er sich im Bankgewerbe und in der Landwirtschaft. Er starb am 5. Februar 1867.